# Sydney (Nueva Escocia)
Sydney es una comunidad urbana en Nueva Escocia, en la Municipalidad Regional de Cabo Bretón, en Canadá.
Sydney adquirió el estatus de comunidad en 1904 y se disolvió el 1 de agosto de 1995 cuando se fusionó con la municipalidad regional. Sydney es el mayor centro urbano en la isla del Cabo Bretón. Junto con Sydney Mines, North Sydney, New Waterford y Glace Bay con los que forma la región industrial de Cape Breton. El 7 de mayo de 1992, 3 trabajadores fueron asesinados y una cuarta resultó herida en un asalto a un restaurante McDonald's

## Clima
| Parámetros climáticos promedio de Aeropuerto de Sydney (1981–2010) | Parámetros climáticos promedio de Aeropuerto de Sydney (1981–2010) | Parámetros climáticos promedio de Aeropuerto de Sydney (1981–2010) | Parámetros climáticos promedio de Aeropuerto de Sydney (1981–2010) | Parámetros climáticos promedio de Aeropuerto de Sydney (1981–2010) | Parámetros climáticos promedio de Aeropuerto de Sydney (1981–2010) | Parámetros climáticos promedio de Aeropuerto de Sydney (1981–2010) | Parámetros climáticos promedio de Aeropuerto de Sydney (1981–2010) | Parámetros climáticos promedio de Aeropuerto de Sydney (1981–2010) | Parámetros climáticos promedio de Aeropuerto de Sydney (1981–2010) | Parámetros climáticos promedio de Aeropuerto de Sydney (1981–2010) | Parámetros climáticos promedio de Aeropuerto de Sydney (1981–2010) | Parámetros climáticos promedio de Aeropuerto de Sydney (1981–2010) | Parámetros climáticos promedio de Aeropuerto de Sydney (1981–2010) |
| Mes                                                                | Ene.                                                               | Feb.                                                               | Mar.                                                               | Abr.                                                               | May.                                                               | Jun.                                                               | Jul.                                                               | Ago.                                                               | Sep.                                                               | Oct.                                                               | Nov.                                                               | Dic.                                                               | Anual                                                              |
| ------------------------------------------------------------------ | ------------------------------------------------------------------ | ------------------------------------------------------------------ | ------------------------------------------------------------------ | ------------------------------------------------------------------ | ------------------------------------------------------------------ | ------------------------------------------------------------------ | ------------------------------------------------------------------ | ------------------------------------------------------------------ | ------------------------------------------------------------------ | ------------------------------------------------------------------ | ------------------------------------------------------------------ | ------------------------------------------------------------------ | ------------------------------------------------------------------ |
| Temp. máx. abs. (°C)                                               | 16.9                                                               | 18.0                                                               | 24.0                                                               | 27.2                                                               | 31.1                                                               | 34.4                                                               | 33.9                                                               | 36.7                                                               | 32.3                                                               | 27.2                                                               | 22.8                                                               | 16.7                                                               | 36.7                                                               |
| Temp. máx. media (°C)                                              | −1.1                                                               | −1.5                                                               | 1.5                                                                | 6.6                                                                | 13.1                                                               | 18.6                                                               | 23.1                                                               | 22.9                                                               | 18.8                                                               | 12.6                                                               | 7.3                                                                | 2.1                                                                | 10.3                                                               |
| Temp. media (°C)                                                   | -5.4                                                               | -5.9                                                               | -2.6                                                               | 2.5                                                                | 7.9                                                                | 13.2                                                               | 17.9                                                               | 18.0                                                               | 14.0                                                               | 8.5                                                                | 3.8                                                                | -1.5                                                               | 5.9                                                                |
| Temp. mín. media (°C)                                              | −9.6                                                               | −10.3                                                              | −6.7                                                               | −1.6                                                               | 2.7                                                                | 7.7                                                                | 12.6                                                               | 13.1                                                               | 9.1                                                                | 4.3                                                                | 0.2                                                                | −5.0                                                               | 1.4                                                                |
| Temp. mín. abs. (°C)                                               | −31.7                                                              | −31.7                                                              | −31.1                                                              | −17.8                                                              | −7.8                                                               | −3.9                                                               | 0.6                                                                | 2.2                                                                | −2.2                                                               | −5.6                                                               | −13.9                                                              | −23.3                                                              | -31.7                                                              |
| Precipitación total (mm)                                           | 152.5                                                              | 128.1                                                              | 130.0                                                              | 133.3                                                              | 103.2                                                              | 96.9                                                               | 88.5                                                               | 100.2                                                              | 118.7                                                              | 142.9                                                              | 156.0                                                              | 167.0                                                              | 1517.2                                                             |
| Lluvias (mm)                                                       | 80.5                                                               | 63.8                                                               | 83.2                                                               | 112.2                                                              | 100.9                                                              | 96.9                                                               | 88.5                                                               | 100.2                                                              | 118.7                                                              | 142.2                                                              | 144.0                                                              | 111.2                                                              | 1242.4                                                             |
| Nevadas (cm)                                                       | 74.3                                                               | 65.3                                                               | 48.1                                                               | 21.4                                                               | 2.3                                                                | 0.0                                                                | 0.0                                                                | 0.0                                                                | 0.0                                                                | 0.62                                                               | 12.4                                                               | 58.5                                                               | 283.0                                                              |
| Días de precipitaciones (≥ 0.2 mm)                                 | 20.6                                                               | 16.5                                                               | 16.6                                                               | 15.8                                                               | 14.5                                                               | 14.0                                                               | 11.7                                                               | 12.7                                                               | 13.5                                                               | 15.9                                                               | 18.1                                                               | 21.0                                                               | 191.0                                                              |
| Días de lluvias (≥ 0.2 mm)                                         | 8.4                                                                | 7.3                                                                | 9.5                                                                | 13.0                                                               | 14.1                                                               | 14.0                                                               | 11.7                                                               | 12.7                                                               | 13.5                                                               | 15.8                                                               | 15.4                                                               | 11.5                                                               | 146.9                                                              |
| Días de nevadas (≥ 0.2 cm)                                         | 16.6                                                               | 12.6                                                               | 11.0                                                               | 5.6                                                                | 0.83                                                               | 0.0                                                                | 0.0                                                                | 0.0                                                                | 0.0                                                                | 0.62                                                               | 5.4                                                                | 14.2                                                               | 66.8                                                               |
| Horas de sol                                                       | 91.0                                                               | 111.6                                                              | 132.9                                                              | 141.0                                                              | 198.0                                                              | 224.6                                                              | 246.9                                                              | 228.4                                                              | 167.1                                                              | 130.1                                                              | 77.0                                                               | 68.2                                                               | 1816.7                                                             |
| Humedad relativa (%)                                               | 72.5                                                               | 72.0                                                               | 69.8                                                               | 69.7                                                               | 65.0                                                               | 64.9                                                               | 65.2                                                               | 65.2                                                               | 67.6                                                               | 70.5                                                               | 74.2                                                               | 75.9                                                               | 69.2                                                               |
| Fuente: Environment Canada                                         |                                                                    |                                                                    |                                                                    |                                                                    |                                                                    |                                                                    |                                                                    |                                                                    |                                                                    |                                                                    |                                                                    |                                                                    |                                                                    |